# Duché de Candie
Pour les articles ayant des titres homophones, voir Candy et Candi.
Pour les articles homonymes, voir Candie (homonymie) et Candia.
1204–1646
Entités précédentes :
- Empire byzantin

Entités suivantes :
- Empire ottoman (Crète ottomane)

Le nom duché de Candie, ou royaume de Candie, provient du nom médiéval de la ville d'Héraklion (du grec ancien : Ἡράκλειον / Hêrákleion, en grec moderne : Ηράκλειο / Iráklio), qui fut appelée Al Ḫandaq (الخندق signifiant « fossé ») par les Arabes expulsés en 824 d'Espagne par Al-Hakam Ier vers la Crète, et qui devint « Candia » pour les Vénitiens. Longtemps, ce nom a désigné aussi bien l'île de Crète que sa capitale,  Héraklion. Ce nom a aussi été adapté en grec byzantin sous la forme Χάνδαξ, -ακος ; le mot français vient de l'adaptation italienne (vénitienne).

## Duché de Candie
Le duché de Candie (ou royaume de Candie) a été de 1212 à 1669 une colonie de la république de Venise sur l'île de Crète, que les Vénitiens baptisèrent du nom de sa capitale, Candie.
Avec la conquête de Constantinople en 1204 par la quatrième croisade et la création d'un nouvel Empire latin aux dépens de l'Empire byzantin vaincu, Venise se retrouva maîtresse « d'un quart et demi de l'Empire d’Orient », étendant ses possessions jusqu'à créer un vaste empire maritime qui en fit la puissance dominante en mer Égée et en Méditerranée orientale.
Pour acquérir et organiser ses nouvelles possessions, la république de Venise emprunta le système féodal de ses alliés « francs », en incitant l'intervention privée des grandes familles patriciennes dans les nouvelles colonies et en garantissant par là même un contrôle indirect de ces dernières : l’intérêt de la République n'était en effet pas tant la maîtrise territoriale que la disponibilité de bases nombreuses et sûres pour sa flotte ainsi que le contrôle des routes commerciales.

## Dans les arts
À la naissance du peintre Domínikos Theotokópoulos, dit Le Greco, en 1541, Candie est encore une colonie vénitienne. C'est lors de son séjour en Italie, qu'il adopte ce surnom : ensuite, il signe toutes ses œuvres de son nom complet en caractères grecs, Δομήνικος Θεοτοκόπουλος. Il est reçu maître-peintre dans sa ville natale en 1566. Il est alors peintre d'icônes dans la tradition byzantine orthodoxe, aidé par son frère Manuso, de dix ans son aîné. Il quitte Candie pour Venise en 1568.